# STS-134

شعار البعثة.

إس تي إس-134 (بالإنجليزية: STS-134)‏ هي بعثة مكوك الفضاء الأمريكي إنديفور قامت بها ناسا
|
بتاريخ 16 مايو 2011 في تمام الساعة 12:57 توقيت عالمي منسق إلى محطة الفضاء الدولية 
هذه هي البعثة قبل النهائية في برنامج مكوك الفضاء، وآخر رحلة يقوم بها مكوك الفضاء أنديفور.
وتختص تلك البعثة بإرسال مطياف ألفا مغناطيسي وحاملة تنقلات إكسبيريس 3 إلى محطة الفضاء الدولية وتركيبها عليها. ومن المقرر في نفس البعثة STS-134 تركيب ذراع نظام استشعار مكوك الفضاء في المحطة وتركه هناك.

## مقدمة

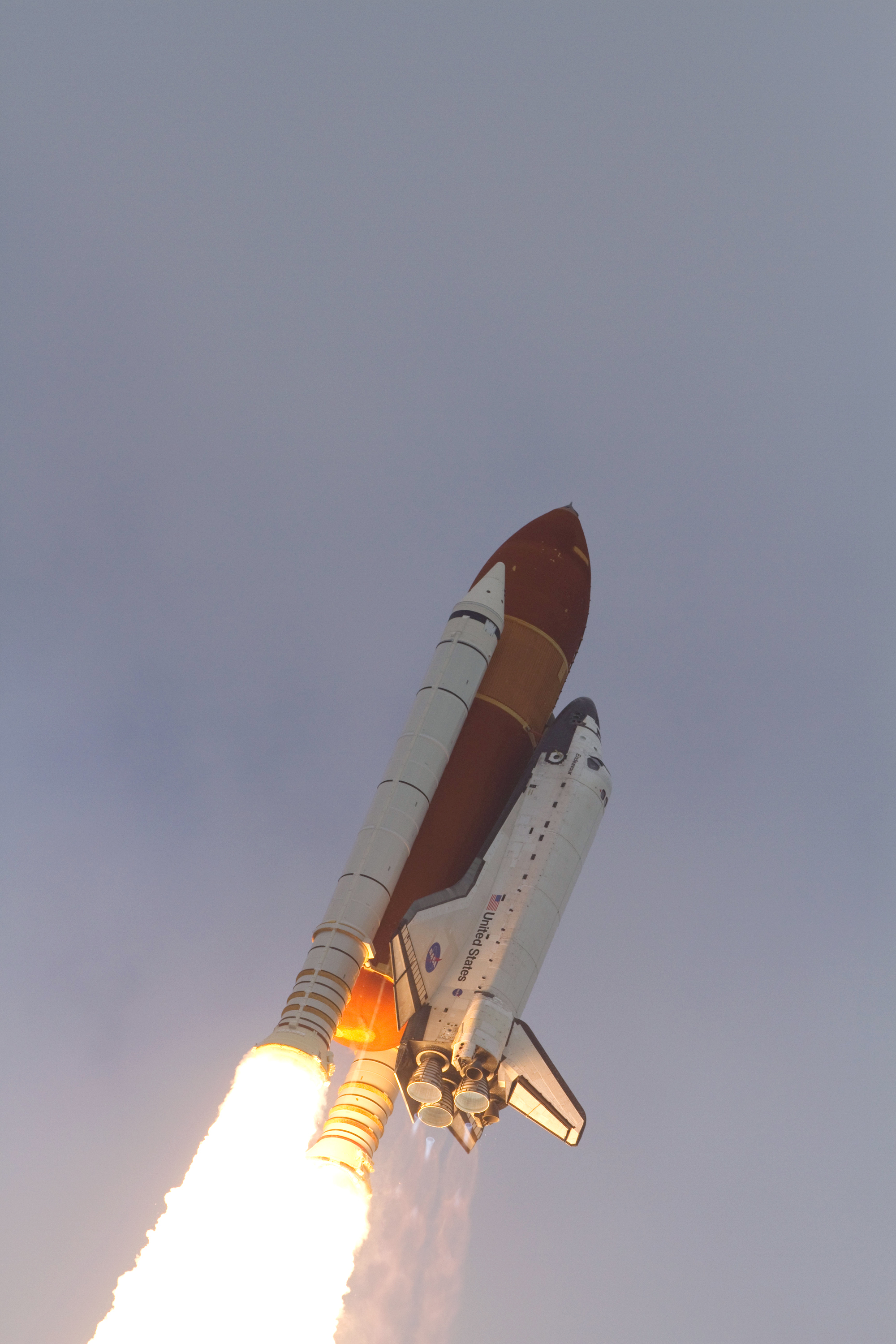
مكوك الفضاء إنديفور عند الانطلاق يوم 16 مايو 2011.

أخذت الوحدات التقنية لهذه البعثة من خطة طيران الفضاء بعدما أعلن الرئيس الأمريكي «بوش» نهاية بعثات مكوك الفضاء بتاريخ 30 سبتمبر 2010 على إثر حادث مركبة الفضاء كولومبيا. بالإضاة إلى ذلك تقرر البدء في تنفيذ برنامج كونستليشن  (برنامج الأبراج). ونظرا لوحدات التقنية التي كان قد تم تطويرها ونفيذها فقد قامت الحكومة الأمريكية في السنة المالية 2009 بتمويل بعثة قادمة لناسا. والهدف من البعثة بحسب المرسوم هو «توصيل أجهزة علمية إلى محطة الفضاء الدولية».
وكان من المقرر أن تقوم البعثة في أواخر يوليو 2010 إلا أنها تأخرت بسبب تغيرات في تصميم الحمولة الرئيسية وهي مطياف ألفا المغناطيسي، مما أجل القيام بالبعثة إلى ما بعد البعثة STS-133 .

## طاقم رواد افضاء
أعلنت ناسا أسماء رواد الفضاء في 11 أغسطس 2009 :
- مارك كيلي، البعثة 4، قبطان
- جريجوري جونسون، البعثة 2، طيار
- ميشائيل فينكي، البعثة 3، خبير
- جريجوري خاميتوف، البعثة 2، خبير
- أندريو فوستل، البعثة 2، خبير
- روبرتو فيتوري، البعثة الأوروبية 3، خبير ايسا/ إيطاليا

## الحمولة

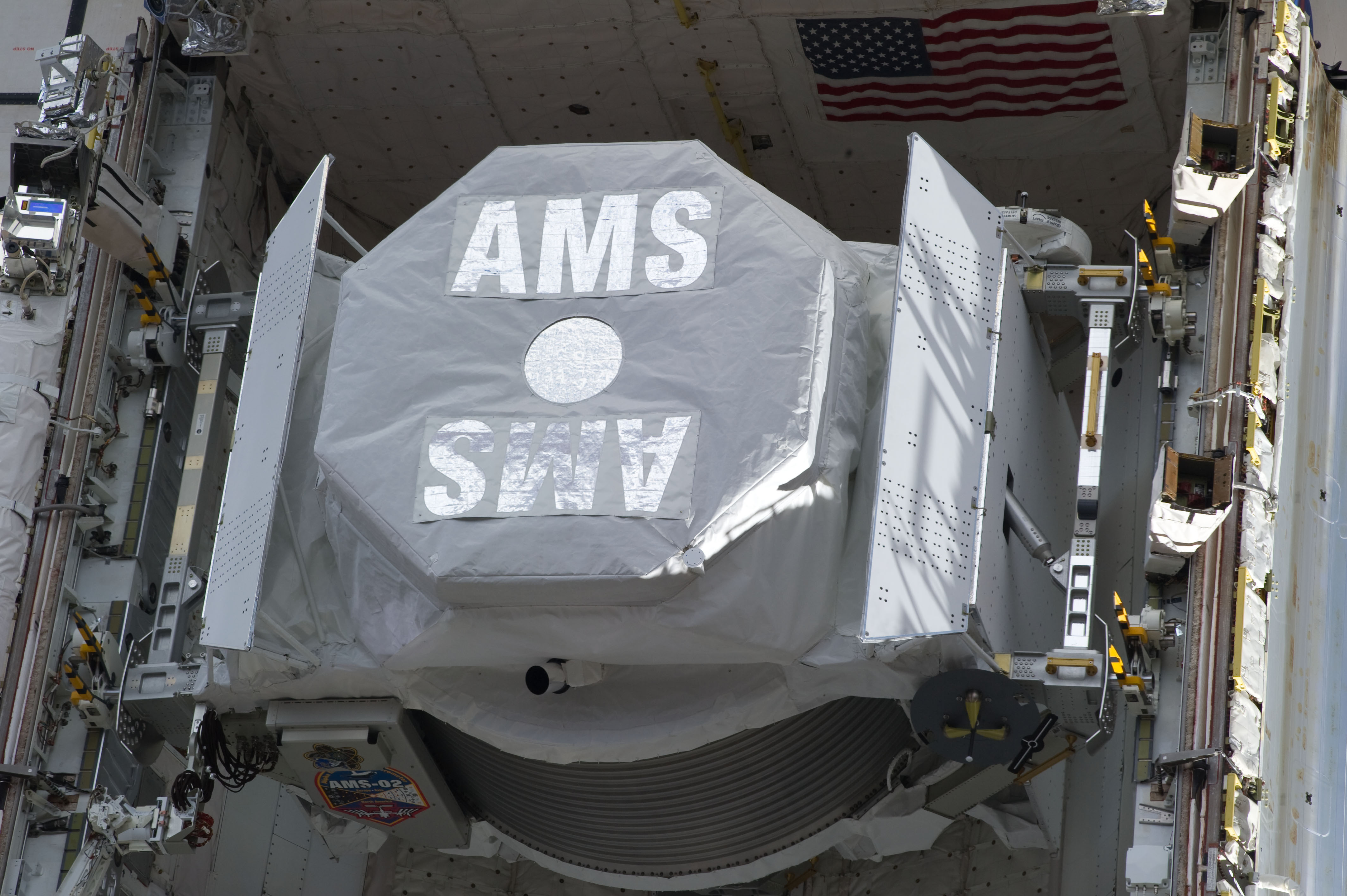
صورة مطياف ألفا المغناطيسي 2 في خليج حمولة مكوك الفضاء أنديفور قبل إقلاعه إلى محطة الفضاء الدولية.

نقلت البعثة أس تي إس 134 حمولتين ثقيلتين إلى محطة الفضاء الدولية: مطياف ألفا المغناطيسي وهو عداد جسيمات للاستخدام في الفضاء، وجهاز ELC-3 وهو هيكل حامل مزود بأجهزة علمية وقطع غيار. بالإضافة إلى ذلك نقل تجربة المواد والتقنية MISSE-8 الموجودة في حافظة مكوك الفضاء إنديفور. كما تنقل بعض التجارب العلمية ومؤونات.

## سير البعثة

### الإقلاع، الوصول، الالتحام
قامت ناسا بمحاولة أولى في 29 أبريل 2011، ولكن الإقلاع تأجل بسبب تعطل أحد وحدات التسخين الخاصة بأحد التوصيلات الثلاثة للوقود. تبين من تحليل مصدر الخطأ أنه يرجع إلى فشل أحد صناديق الإلكترونيات. ونظرا لأن استبدال هذا الصندوق - بالإضافة إلى تجريبه قبل الإقلاع - يحتاج إلى وقت طويل فلم يمكن ألإقلاع قبل يوم 16 مايو 2011.
وفي 16 مايو2011 في تمام الساعة 12:56 حسب التوقيت العالمي المنسق UTC أقلع مكوك الفضاء.
وفي يوم 18 مايو 2011 في تمام الساعة 12:14 بالتوقيت العالمي المنسق وصل مكوك الفضاء إلى محطة الفضاء الدولية والتحمت بها. وكما يحدث ذلك عادة في رحلات مكوك الفضاء فتم الالتحام بواسطة مكيف الالتحام PMA-2 المثبت على محطة الفضاء الدولية، ثم فتحت النافذة بين مكوك الفضاء والمحطة في تمام الساعة 13:38 توقيت وسط أوروبا.

## معرض صور

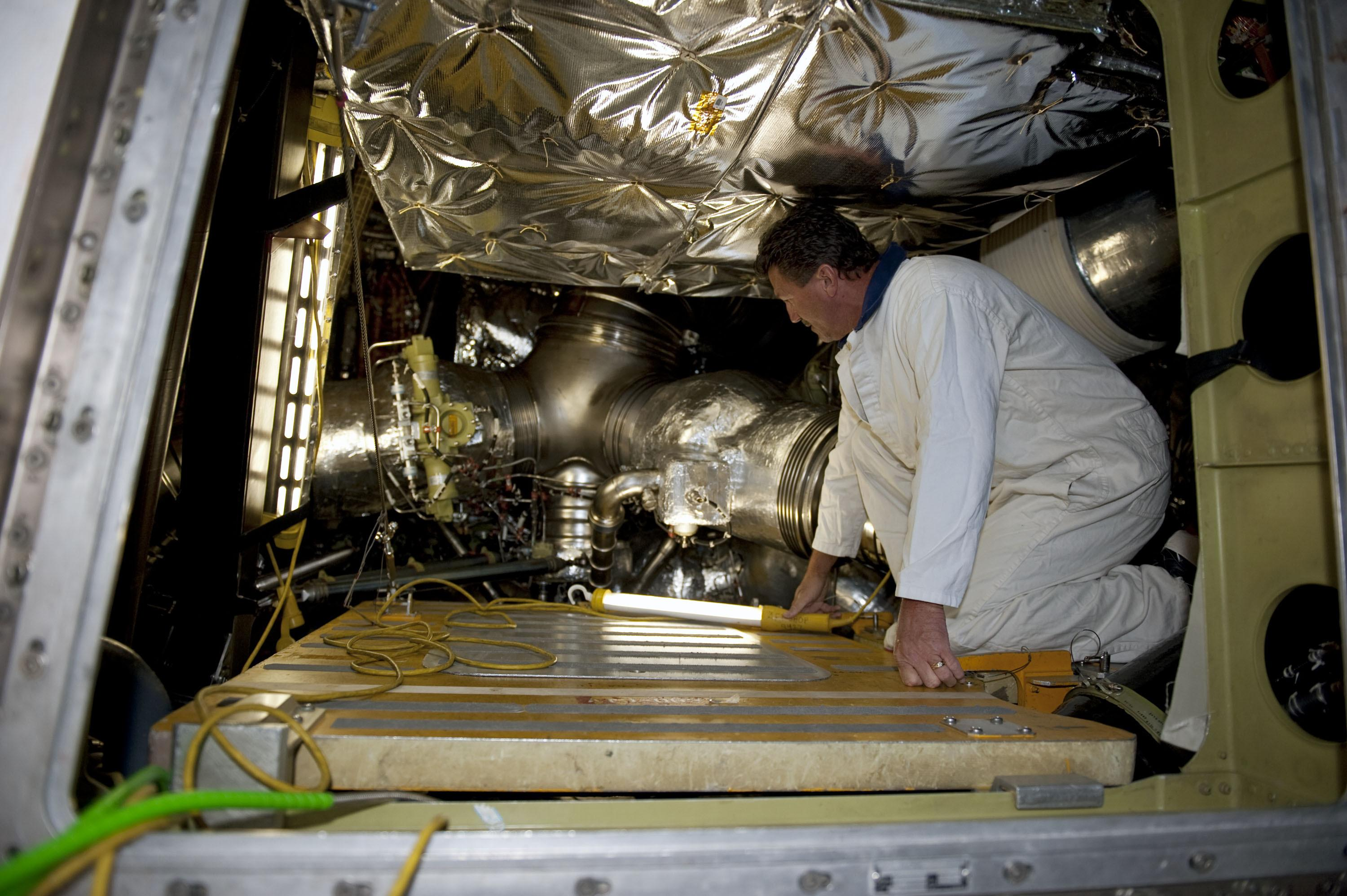
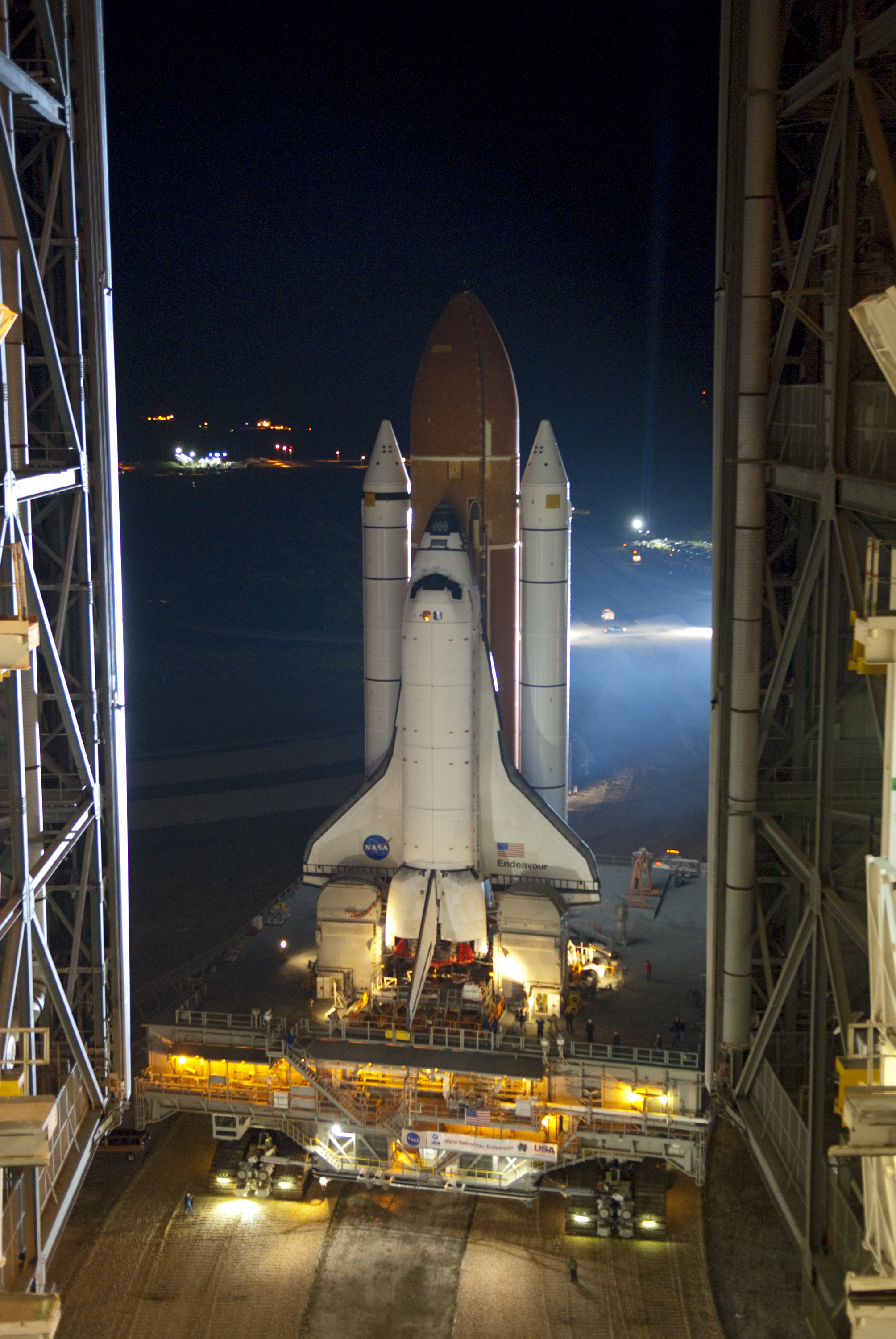
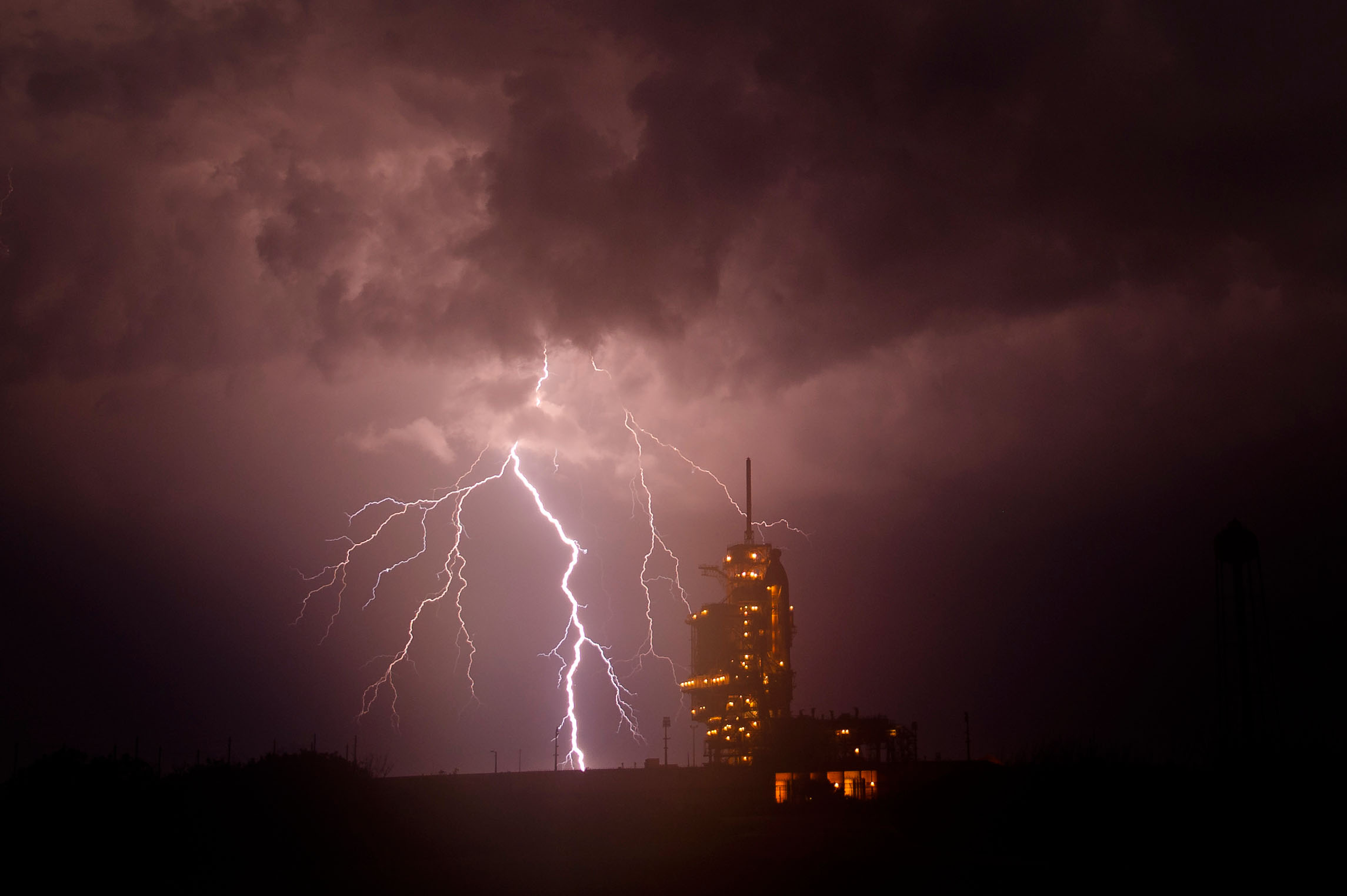

## اقرأ أيضا
- محطة الفضاء الدولية
- مطياف ألفا المغناطيسي
- مكوك الفضاء
- مركبة فضاء
- مركبة الهبوط على القمر
- ذراع نظام استشعار مكوك الفضاء
- أبولو 17